# Pamekarsari (Karangtengah)
Pamekarsari is een bestuurslaag in het regentschap Garut van de provincie West-Java, Indonesië. Pamekarsari telt 4914 inwoners (volkstelling 2010).